# Сика (Выру)
Си́ка (эст. Sika), ранее также Си́кка  (эст. Sika) — деревня в волости Выру уезда Вырумаа, Эстония.   

## География и описание
Расположена в 4 километрах к юго-востоку от волостного и уездного центра — города Выру. Высота над уровнем моря — 153 метра.
Климат умеренный. Официальный язык — эстонский. Почтовый индекс — 65536.

## Население
По данным переписи населения 2021 года, в Сика насчитывалось 82 жителя, из них 81 (98,8 %) — эстонцы.
По данным переписи населения 2011 года, в деревне проживали 66 человек, все — эстонцы.
Численность населения деревни Сика по данным переписей населения СССР и Департамента статистики Эстонии:
| Год  | 1959 | 1970 | 1979 | 1989 | 2011 | 2017 | 2018 | 2019 | 2020 | 2021 |
| ---- | ---- | ---- | ---- | ---- | ---- | ---- | ---- | ---- | ---- | ---- |
| Чел. | 32   | ↘ 31 | ↗ 74 | ↘ 56 | ↗ 66 | ↗ 72 | ↗ 88 | ↘ 85 | ↗ 88 | ↘ 82 |

## История
В письменных источниках 1630 года записан житель Сике Хандт (Sicke Handt), 1638 года — Сика Керстен (Sicka Kersten), 1684 года — Сика Мик (Sicka Mick), в 1765 году упоминается деревня Сикка (Sikka).
В XVIII веке и в начале XIX века окрестности Сика были известны как деревня Курвитса (эст. Kurvitsa, в 1765 году упоминается как Dorf Kurwitze).
В 1977 году с деревней Сика объединили деревни Иссагу (эст. , также Иссаку, эст. Issaku), Каасъярве (эст. Kaasjärve), Кахромытса (эст. Kahromõtsa), Мяэкюла (эст. Mäeküla) и Тульба (эст. Tulba).

## Происхождение топонима
Возможно, записанный в 1630 году Сике Хандт (Sicke Handt) был тем же человеком, что и записанный в 1627 году Стенко Хенндт (Stencko Henndt). Если это так, то, по мнению специалистов Института эстонского языка, название деревни скорей всего происходит от славянского имени, которое было изменено на созвучное эстонскому языку добавочное имя Сика (Sika ~ эст. soku — «козлиный»), обычное для Южной Эстонии.

## Комментарии
1. ↑  Эстонские топонимы, оканчивающиеся на -а, не склоняются и не имеют женского рода (исключение — Нарва)[8].